# 낸시 하워

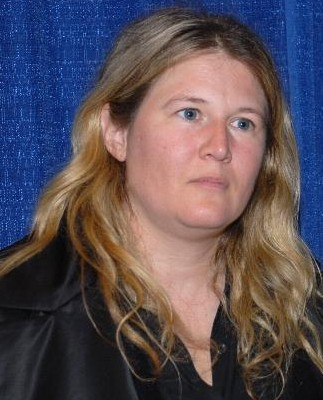

낸시 하워(Nancy Hower, 1966년 5월 11일 ~ )는 미국의 음악가, 영화 감독, 연극 배우, 영화배우, 텔레비전 배우, 각본가이다.

## 영화
- 캐치 앤 릴리즈 (2006년)
- 맨 헌팅 (1999년)
- 콜린 피츠 살아있다! (1997년)